# Autodesk AliasStudio

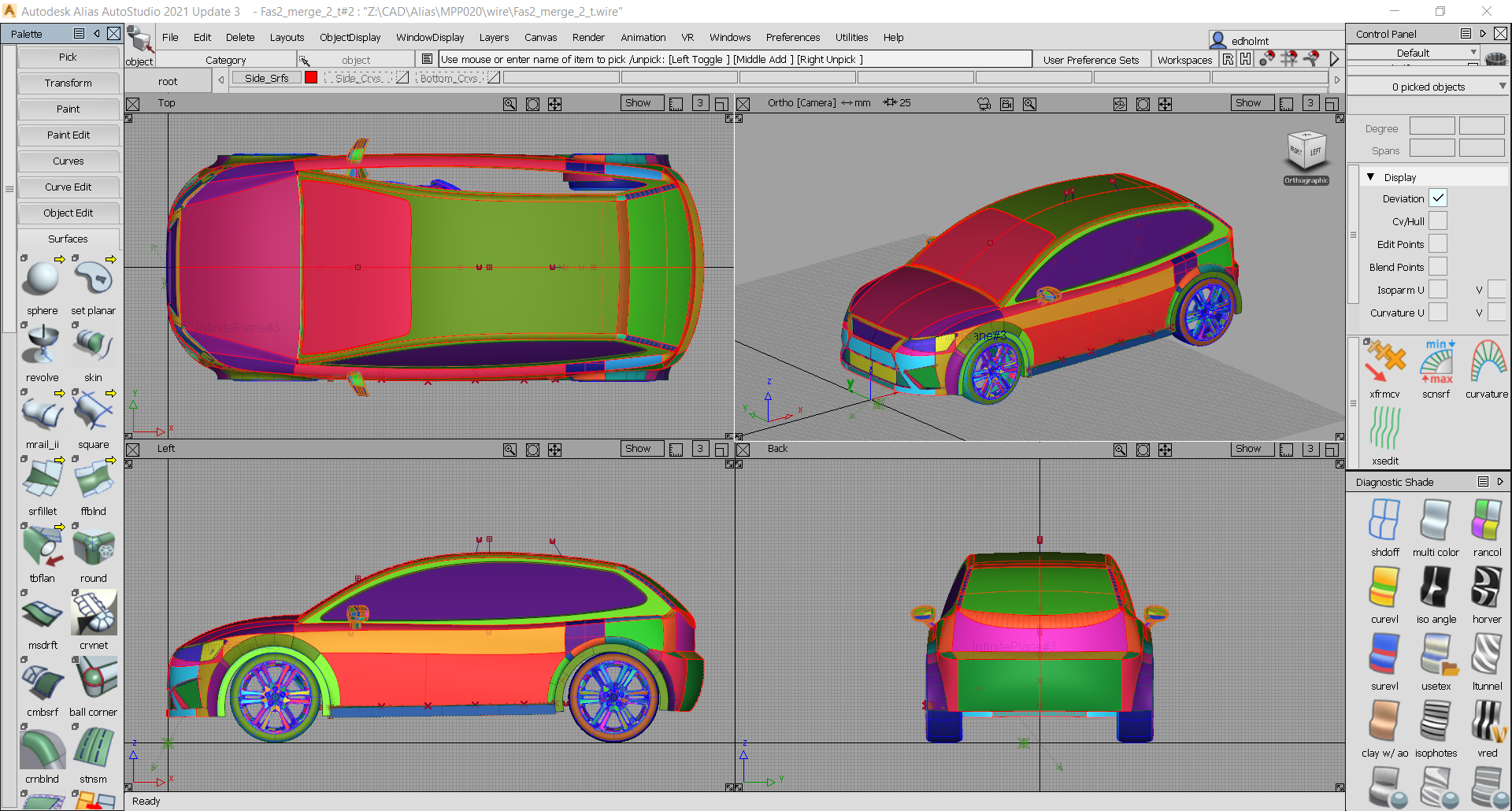
UI programu Alias AutoStudio 2021.3

Autodesk AliasStudio (znany wcześniej jako Alias StudioTools) – rodzina programów typu CAID (Computer Aided Industrial Design) skoncentrowana na projektowaniu prototypów z uwzględnieniem fazy szkicu, modelowania kształtu i końcowej wizualizacji. Wszystkie te elementy są zintegrowane w pakiecie, pozwalając na wymianę danych z szerokim wachlarzem programów typu CAD.
Z racji silnego nacisku na fazę projektowania w programach CAID program nie zawiera bogatych narzędzi do edycji/tworzenia złożeń mechanicznych oraz wirtualnych symulacji dynamiki i wytrzymałości statycznej takich jak chociażby w pakietach pokroju Pro/ENGINEER, CATIA, czy Unigraphics, dając w zamian swobodę w tworzeniu i kształtowaniu poprzez zaawansowane narzędzia do edycji krzywych, powierzchni oraz elementów organicznych, zarówno na bazie polygonów, jak i krzywych typu NURBS.
Od wydania 2010 AliasStudio zostało podzielone na 3 odrębne pakiety – tzw. entry-level reprezentowany poprzez Autodesk Alias Design, koncentrujący się na tworzeniu powierzchni klasy A Autodesk Alias Surface oraz najdroższy i zarazem najbogatszy w funkcje Autodesk Alias Automotive zawierający wszystkie opcje pakietów Design i Surface oraz dodatkowe narzędzia do tworzenia animacji zarówno prezentacyjnych (statycznych), jak i dynamicznych w oparciu o klatki kluczowe.
Pakiety AliasStudio są najczęściej używane w przemyśle samochodowym, stoczniowym, sportowym, elektronicznym, zabawkarskim, a także w świecie mody do projektowania skomplikowanych i bogatych w detale akcesoriów.
Wymianę danych ze światem CAD zapewniają m.in. moduły IGES oraz STEP, dzięki czemu możliwe jest przenoszenie plików do programów takich jak SolidWorks, czy wymienione wcześniej Pro/ENGINEER, CATIA oraz Unigraphics. Dzięki zewnętrznym modułom (dostępnym za dopłatą) pakiet pozwala także na import plików JT, co jest ewenementem w „tańszym” oprogramowaniu przeznaczonym do projektowania. Wbudowane biblioteki pozwalają także na swobodną wymianę informacji z pakietami Autodesk Inventor, co jest często podkreślane przez producenta oprogramowania, firmę Autodesk.